# Roșia Montană

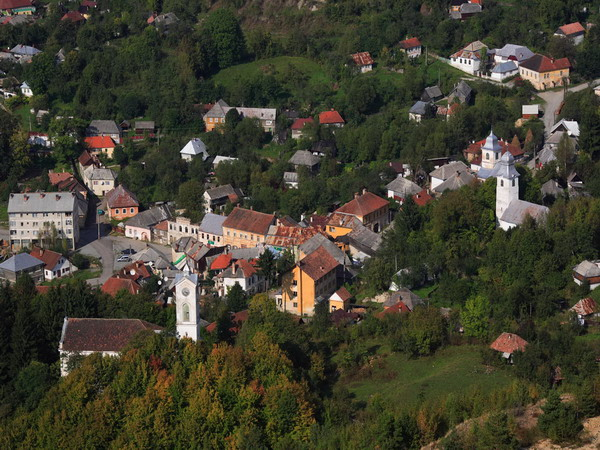
Roșia Montană

Roșia Montană (Duits: Goldbach, Hongaars: Verespatak) is een gemeente in het Apusenigebergte, in het westen van Roemenië. De stad ligt in de Roșiavallei, waardoor de Roșiarivier stroomt. In 2002 telde de gemeente 3872 inwoners. 
De Roșia (Rode) rivier heeft veel mineralen, en ijzer, dat het de rode kleur geeft (hier komen de Roemeense en Hongaarse namen vandaan).
Roșia Montană is gesticht door de Romeinen, als mijnstadje, en werd bewoond door Illyriërs. De eerste vermelding dateert uit 131, en zou Alburnus Maior geheten hebben. De vele vondsten van archeologen komen terecht in het Mijnenmuseum (Muzeul Mineritului), in Roșia Montană. Sinds 2021 staat het mijngebied op de Unesco-Werelderfgoedlijst, maar tegelijkertijd staat het mijngebied ook op de lijst van bedreigd werelderfgoed.

## Roșia Montană project

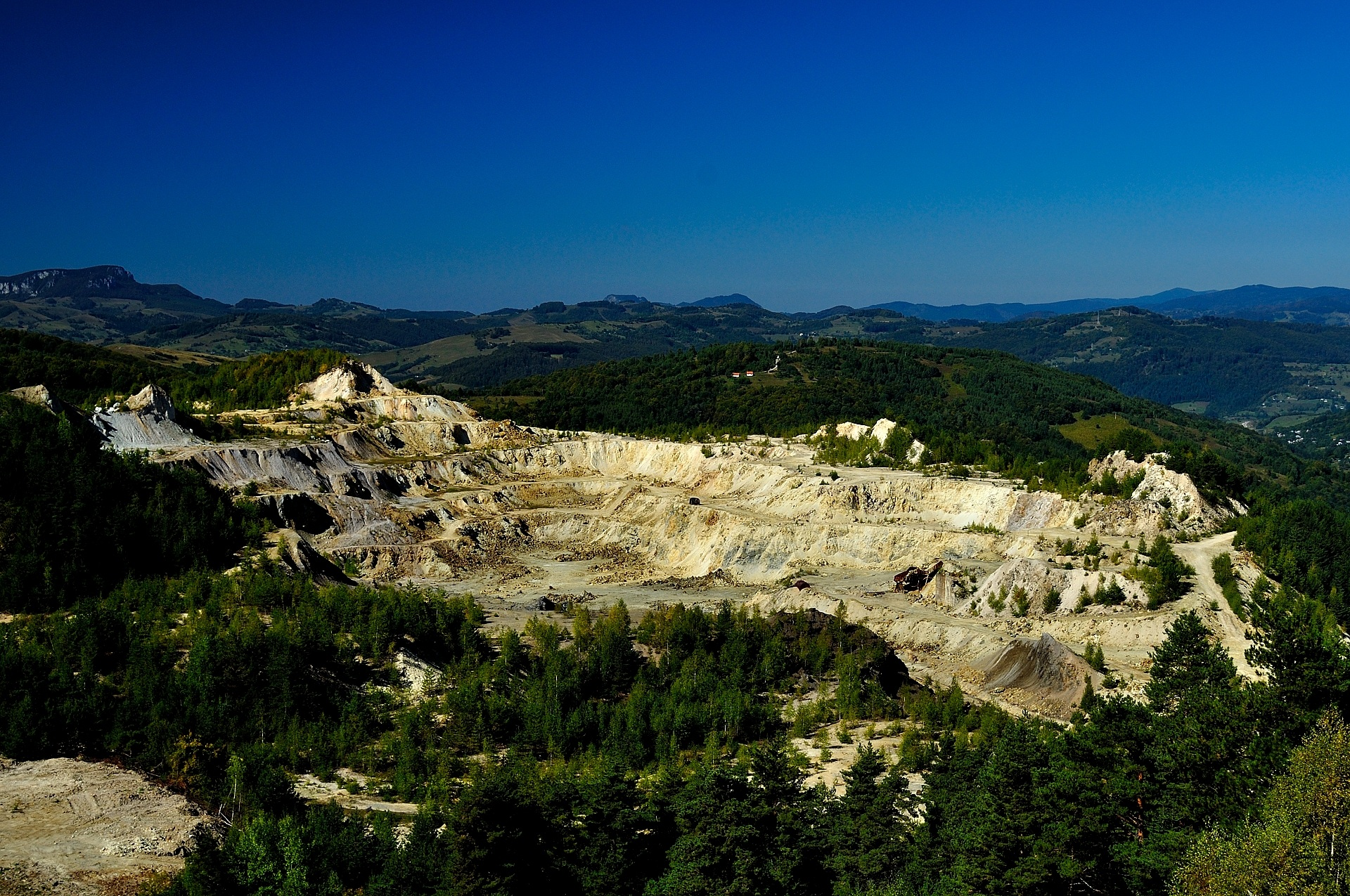
Cetate goudmijn

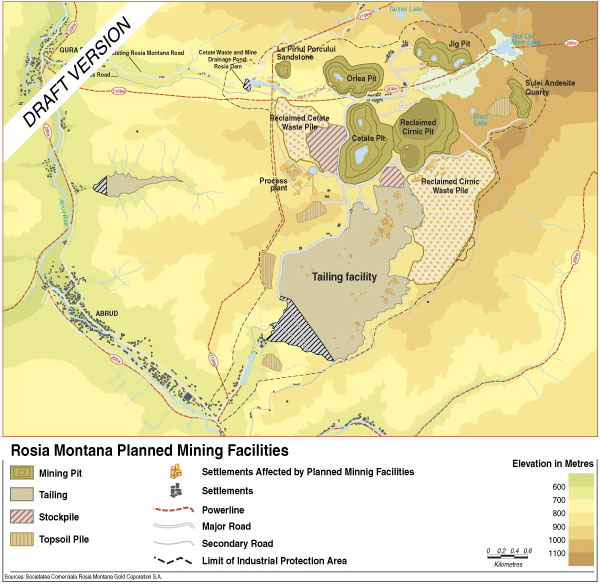
Plannen voor de Roșia Montană goudmijn

Nadat het gebied na de Eerste Wereldoorlog definitief in handen kwam van Roemenië, kregen individuele lokale ondernemingen het recht om enkele goudaders te exploiteren. In 1948 werden de mijnen overgenomen door het staatsmijnbedrijf Regia Autonomă a Cuprului din Deva (RAC). Aanvankelijk werd alleen goud onder de grond gewonnen, maar in 1975 ging men over op dagbouw om de minder rijke lagen te delven. In aanvang naar de aansluiting bij de Europese Unie (EU) werd de zwaar gesubsidieerde en onrendabele mijn gesloten.
In 1995 verkreeg het Canadese Gabriel Resources, via een aanbesteding, een meerderheidsbelang in de joint venture genaamd Roșia Montană Gold Corporation (RMGC). De andere aandeelhouder is het staatsbedrijf Minvest Roşia Montană SA, opvolger van RAC. Hiermee verkreeg RMCG het recht op de exploitatie van het gebied rondom Roșia Montană. Dit moet uiteindelijk leiden tot de grootste dagbouw goudmijn van Europa. Bij de winning wordt gebruikgemaakt van het giftige cyanide, het afvalwater zal hierbij worden opgeslagen in een stuwmeer.
Het project roept steeds meer weerstand op. Kerkorganisaties zien hun erfgoed verdwijnen en milieuorganisaties zien een herhaling van het Baia Mare incident uit 2000 opdoemen. In 2013 kondigde premier Ponta een wetsvoorstel aan dat voor dit project de milieuwetgeving omzeilt. Dit leidde tot grote demonstraties in het gehele land, waarna de senaat het wetsvoorstel afkeurde.
In januari 2016 heeft de overheid het gebied rond het dorp historisch erfgoed verklaard, wat betekent dat mijnbouw niet meer is toegestaan. Naar schatting ligt er voor 17 miljoen ounce aan goud in het gebied, wat nu een waarde heeft van zo'n 18 miljard dollar, en ook veel zilver. Gabriel Resources heeft 80% van de aandelen en rest is in handen van de Roemeense overheid.

## Bezienswaardigheden
- Mijnbouwmuseum
- Rooms-Katholieke kerk 1867
- Hongaars Gereformeerde kerk 1847
- Unitarische kerk 1796